# Église Saint-Maurice de Drumettaz-Clarafond
L’église Saint-Maurice est une église située à Drumettaz-Clarafond dans le département Savoie. De style néogothique, elle est construite selon les plans de l'architecte Mauriennais autodidacte Théodore Fivel (1828-1894) en 1860.
Elle est placée sous le patronage du saint Maurice d'Agaune.

## Histoire

### Ancienne église
En 1723, la paroisse de Drumettaz dépendante d'Aix-les-Bains, fusionne avec la paroisse de Clarafond.

### Nouvelle église
En 1839, le Conseil Municipal décide la reconstruction totale de l'église et de son presbytère pour plusieurs raisons : le clocher menace de s'écrouler, le bâtiment est fortement dégradé et l'église est excentrée. 
Comme prévu par le droit canon, c'est l'évêque qui doit décider du lieu d'implantation. Le choix se porte sur un « terrain central » situé à 22 minutes à pied de Fresenex, 20 minutes de Drumettaz, de 12 minutes de Sérarges et de 17 minutes de l'eglise existante au lieu-dit Croix Bardot. 
L'emplacement a été défini par le tribunal de Turin.
L'église est consacrée en 1862, 20 ans après la première délibération, a lieu la bénédiction de la première pierre et l'église. La construction s'achève en 1862.
En 1911, le clocher, construit en tuf calcaire, est détruit par la foudre, devant le coût trop élevé de sa réfection, il est décidé de réaliser une toiture terrasse, unique en Savoie.
De 1941 à 1970, divers aménagements sont réalisés. 
En 1976, à la suite d'un incendie criminel des travaux sont réalisés par la commune. 
En 1983, l'alimentation électrique du clocher est refaite à neuf et le mécanisme de l'horloge n'a plus à être remonté toutes les semaines.
À la suite de la rénovation de la mairie en 2014, la place de l'église et de la mairie a été entièrement refaite.

## Architecture et patrimoine

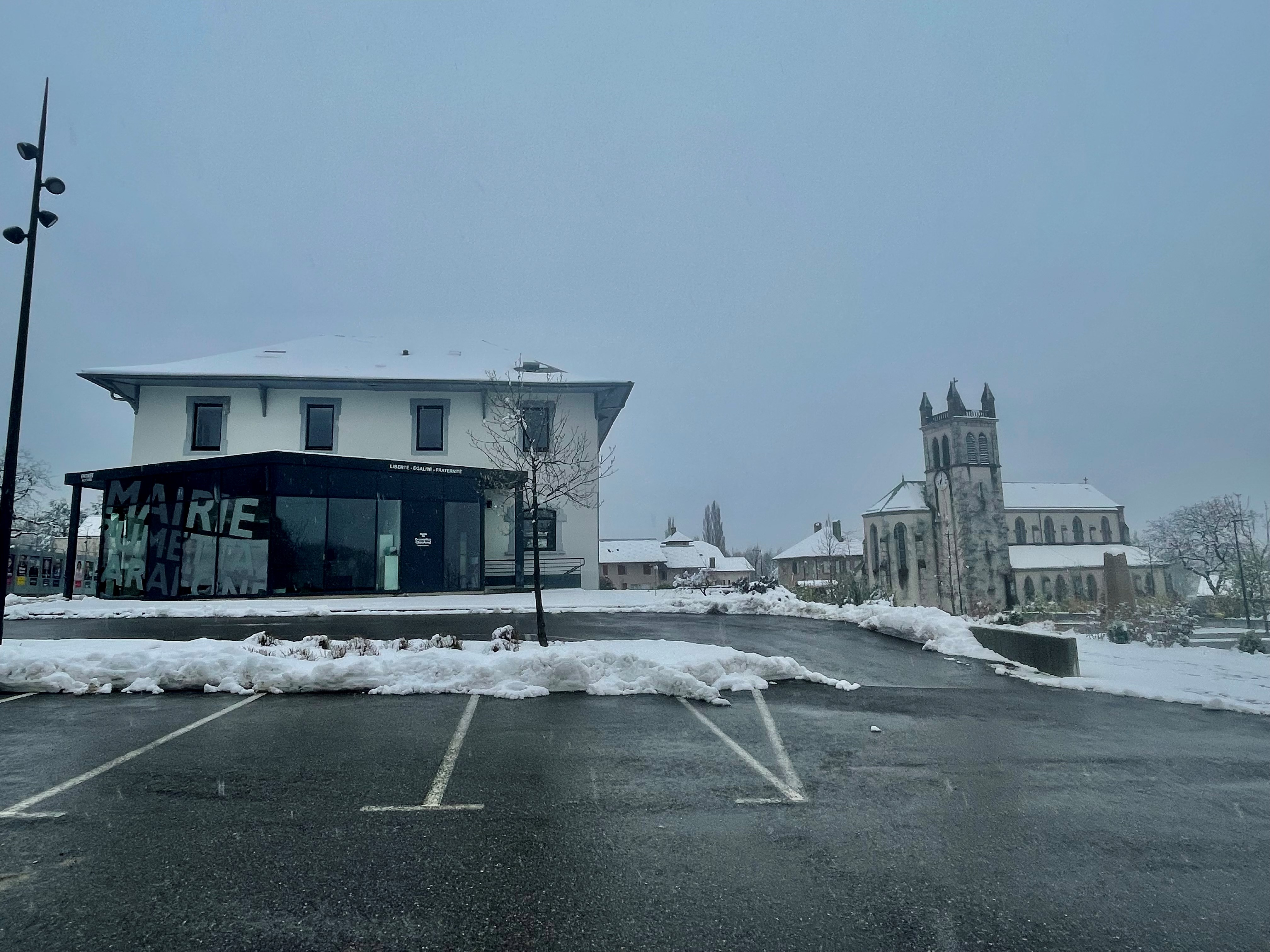
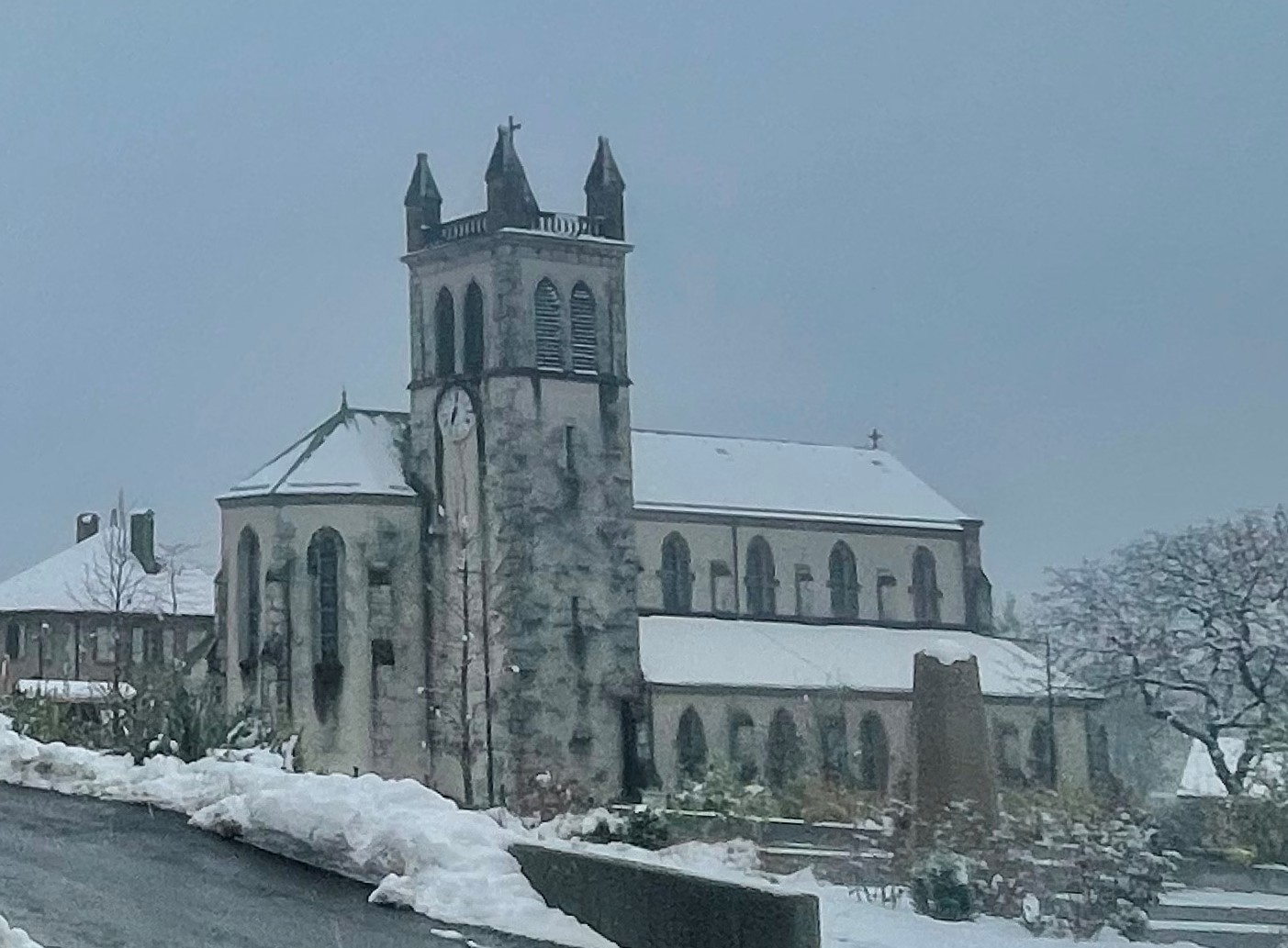
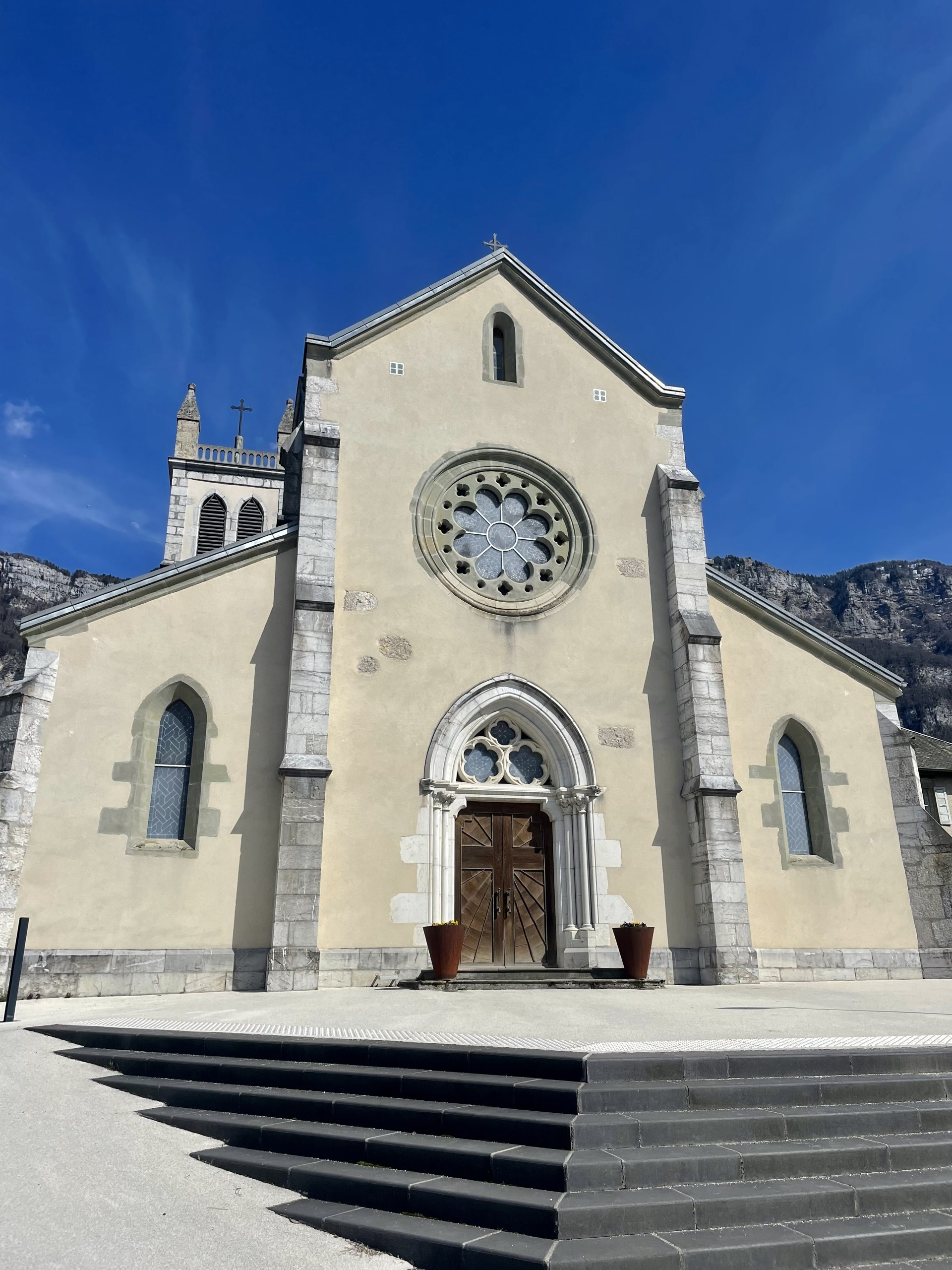
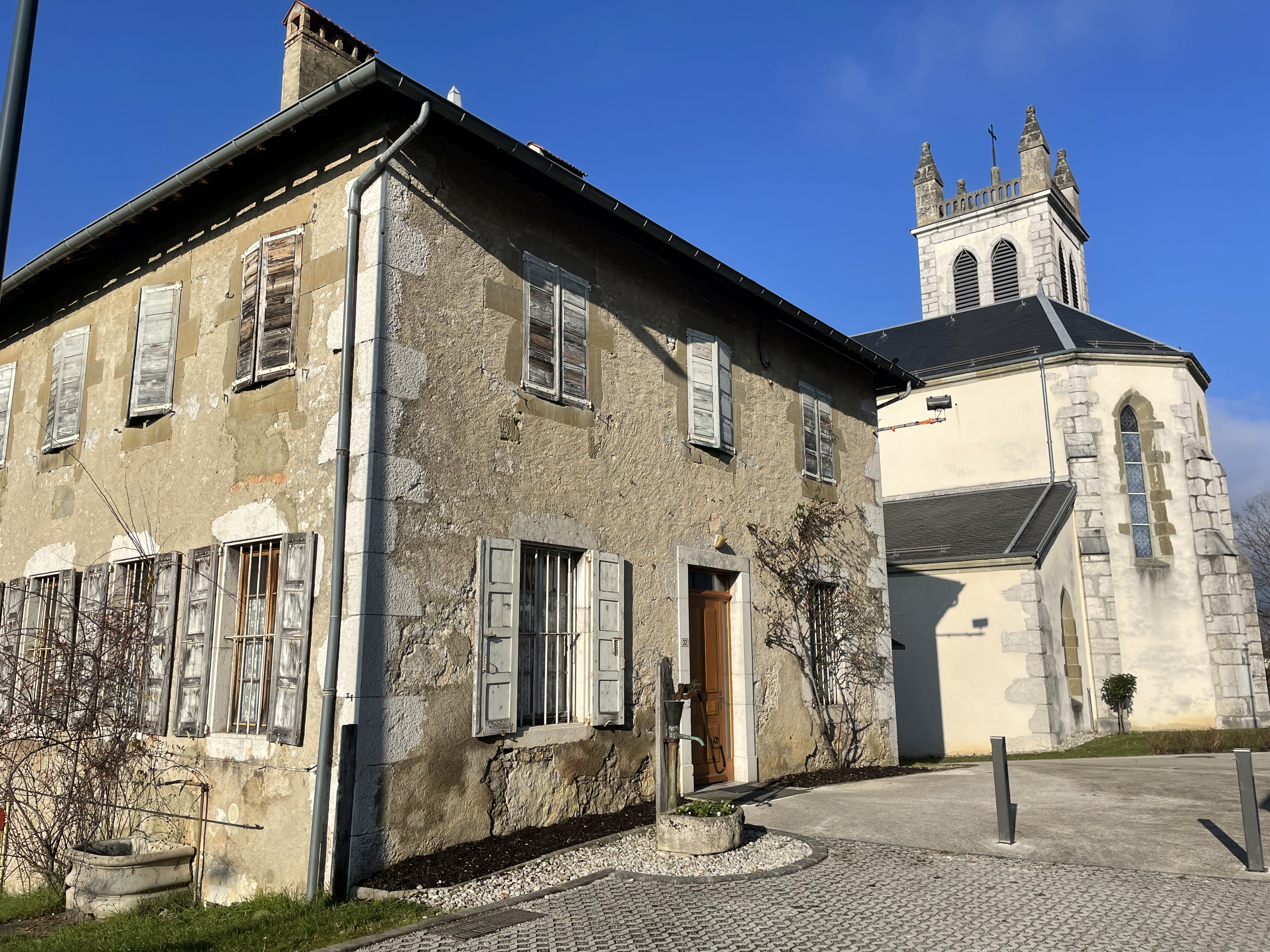

### Cloches
L'église est dotée de deux cloches, provenant de l'ancienne église. En 1917, une troisième cloche sera ajoutée par la fonderie Paccard d'Annecy. La plus petite, d'un diamètre de 74 cm, appelée France Victoire Jeanne d'Arc, pèse 250 kg. La moyenne, d'un diamètre de 92 cm, pèse 470 kg. La plus grosse, d'un diamètre de 1,25 m, appelée Jeanne Louise Antoinette, pèse 1 150 kg.

### Statue: Vierge à l'Enfant dite Notre-Dame
La statue d'une Vierge à l'Enfant dite Notre-Dame de Clarafond datant de la fin XVe siècle était conservée jusqu'en 2013 au presbytère. Elle a été transférée au Musée savoisien de Chambéry compte tenu de sa valeur.
La vierge de bois polychrome haute de 68.7 cm, représente la Madone, portant au bras l'enfant vêtu et tenant en main une pomme, allégorie au pêché d'Adam racheté par le Rédempteur. 
Elle est vêtue d'une robe rouge surmontée d'un manteau bleu à effet de draperie tombante sur le socle. La coiffure tressée et torsadée présente une cerise frontale.
Elle provient de l'ancienne église prieurale de Clarafond.

## Presbytère et maison des sœurs
Peu après la construction de l'église paroissiale et de son presbytère, une maison de bienfaisance fut édifiée, grâce aux dons. 
Il fut décidé qu'on ferait appel aux Sœurs de la Charité dites « Sœurs grises » pour leur confier la direction des classes communales de filles, le soin des malades a domicile et l'entretien du linge de l'église de Drumettaz-Clarafond.
De 1876 à 1896, l'école communale se fera dans la maison des sœurs devenue leur propriété en 1895. 
En 1903, dans le contexte des lois de séparation entre l'Eglise et l'Etat les religieuses quittèrent leur maison.
En 1909, l'autorisation du retour des sœurs fut accordée par le préfet.
En 1940, maison devenue propriété d'une société immobilière «L'Espérance», subit quelques intérieures et devient une école ménagère, dépendant du Ministère de l'Agriculture. 
Elle cessera son activité en 1969.
En 1974, une nouvelle orientation est alors donnée pour cette maison baptisée « Claire Fontaine » où la congrégation des Sœurs de Saint Vincent de Paul décida d'aménager les locaux pour accueillir les religieuses à l'âge de la retraite, soit après 70 ans.
La grange, les clapiers, le poulailler sont transformés en petit chalet composé de 4 chambres à l'étage et d'un centre de soins. Les travaux de la maison permirent l'accueil des personnes âgées.
Elle fut inaugurée en 1977.
En 2010, la maison est rachetée par la commune et accueille 5 associations.